# استیون گراهام (بازیگر)
استیون گراهام (انگلیسی: Stephen Graham؛ زادهٔ ۳ اوت ۱۹۷۳) یک هنرپیشه اهل بریتانیا است.
از فیلم‌ها یا برنامه‌های تلویزیونی که وی در آن نقش داشته‌است می‌توان به این انگلستان است، دار و دسته‌های نیویورکی، دزدان دریایی کارائیب: سوار بر امواج ناشناخته، اسب جنگی، اینکهارت، دشمنان ملت، قاپ‌زنی، بندزن خیاط سرباز جاسوس، فصل جادوگری، دزدان دریایی کارائیب: مردان مرده هیچ داستانی نمی‌گویند، ستاره‌ها در لیورپول، روزهای دور، ماتیلدا موزیکال و مرد ایرلندی اشاره کرد.